# مدارس المصنع النموذجية
«مدارس المصنع النموذجي» أو «تعليم المصنع النموذجي» أو «مدارس العصر الصناعي» هي المصطلحات التي ظهرت في المنتصف إلى أواخر القرن العشرين ويستخدمها الكتاب والمتحدثون كأداة بلاغية من قبل أولئك الذين يدعون إلى تغيير نظام التعليم الأمريكي العام. وبشكل عام عند استخدامها قد تشير المصطلحات إلى خصائص التعليم الأوروبي التي ظهرت في أواخر القرن الثامن عشر ثم في أمريكا الشمالية في منتصف القرن التاسع عشر والتي تشمل الإدارة من أعلاها إلى أسفلها، والنتائج المصممة لتلبية الاحتياجات المجتمعية، والفصول الدراسية القائمة على اساس العمر، ومنهج الفنون الحرة، والتركيز على تحقيق النتائج. بحيث تُستخدم العبارة عادةً في سياق مناقشة ما حددها المؤلف على أنها جوانب سلبية في المدارس العامة (أو التي تمولها الحكومة). وعلى سبيل المثال، «تم تصميم نموذج المصنع للمدارس لخلق مواد سهلة الانقياد وعمال المصانع». أيضا قد تستخدم العبارات للإشارة بشكل غير صحيح إلى أن شكل التعليم الأمريكي لم يتغير منذ القرن التاسع عشر. يصف المؤرخون التربويون العبارة بأنها مضللة وتمثيل غير دقيق لتطوير التعليم الأمريكي العام. 

## تاريخ الشروط
أول استخدام عام لمصطلح «مدرسة مصنع النموذج» لوصف تعليم K-12 قد كان من قبل الدكتور هوارد لامب في خطابه في سبتمبر،1972. وقد ذكرت أخبار غرينفيل نيوز: «ان المؤسسات التعليمية تنتج معلمين لمدارس نموذج المصنع،1920، وقال لامب.»  سابقا، تيريزا جابلونسكي في افتتاحية 1970 في نيوز هيرالد (فرانكلين، بنسلفانيا) انه يشار إلى «نموذج مصنع التعليم» لوصف الفصول الدراسية للكلية. على الرغم من أنه من المحتمل ألا يكون أي من جابلونسكي أو لامب قد نشأ المصطلح، إلا أن استخدامهما يمثل أول ظهور للمصطلحات في وسائل الإعلام.
استخدم قادة التعليم هذه العبارة بما في ذلك مارلين روث من جمعية التربية الوطنية، في عام 1987. في مقال 1989 في فاي دلتا كابا (The Phi Delta Kappa)، «الحصان ميت»("The Horse is Dead")، د. ليزلي أ،  هوارد ربطة المصطلح بتجارب هوراس مان في بروسيا في عام 1843 لكنها لم تقدم أي مراجع أو دليل عن الارتباط. وتم ذكر مقالة هوارد في العديد من النصوص الفلسفية والنظرية التعليمية في الثمانينيات والتسعينيات. وقد أشار الشانكر، رئيس الاتحاد الأمريكي للمعلمين، قد اشار إلى المفهوم في خطاب عام 1989، «الثورة المتأخرة: من مصنع المعلومات إلى التعلم والتعليم في إعادة هيكلة المدارس». وقدمؤلف ما يمكن أن تكون عليه المدرسة: رؤى وإلهام من المعلمين في جميع أنحاء أمريكا (2018)، استخدم المصطلح في رسم لوصف تطور نظام التعليم الأمريكي. في الرسم البياني، ويرتبط «نموذج المصنع» بعام 1893 (وهو العام الذي نشرت فيه اللجنة العاشرة NEA تقريرها النهائي) وهدف تدريب «عمال المصانع». وتقرير لجنة العشرة لا يذكر المصانع أو عمال المصانع. كما سيرسم المؤلفون الروابط بين قوانين عمل الأطفال والمصانع وانتشار المدارس الممولة من الضرائب وقوانين التعليم الإلزامي مثل سيث غودين في كتابه توقف عن سرقة الأحلام (2004).
ربط كتاب جون تايلور جاتو التاريخ السري للتعليم الأمريكي الذي نشر في عام 2001 نموذج «مدرسة المصنع» بعدد من العلل الثقافية وربط مان أيضًا بالمصانع البروسية. وتم الاستشهاد بنص جاتو من خلال العديد من الكتب غير الروائية عن التعليم بما في ذلك نهاية المتوسط بواسطة تود روز (2015) والمدارس قيد المحاكمة من قبل نيخيل جويال (2016)، وكلاهما يستخدم العبارة للدعوة إلى مجموعة معينة من التغييرات. ولا يفسر جاتو كيف وصل إلى استنتاج مان الذي كان يريد مدارس التي عملت أو تبدو مثل المصانع.

## «نموذج المصنع» كمجاز
في بعض الحالات، استخدم المؤلفون مصطلح «نموذج المصنع» كمجاز وكمثال حديث فإن الرسوم المتحركة والنص الخاص بـ TedTalk للسير كين روبنسون يقارن الطلاب في المدارس بالمواد الموجودة في المصنع ويشير إلى «تاريخ التصنيع» للأطفال كآلية فرز. حيث ان هذا أوضح مثال على ذلك في الكتابة التاريخية في بحث ريمون إي، وخاصة في التعليم وعبادة الكفاءة (1962). وقد استكشف كالاهان العلاقة بين التعليم العام والمفهوم الناشئ للإدارة العلمية في عقد 1910 وتضمنت اقتباسات من قادة المدارس الذين تحدثوا عن الأطفال حيث كان من المفترض أن تتحول مدارس «السلع الأولية» إلى شيء أفضل.وقد كان إلوود باترسون كوبيرلي المستخدم الأكثر إنتاجًا لهذا القياس. وقد رأى النهج المنطقي والمنهجي للإدارة العلمية كطريقة للتعليم العام للتكيف مع تدفق الأطفال الذين يدخلون النظام ولضمان أفضل النتائج. وكتب كوبرلي العديد من الأدلة لمديري المدارس بالإضافة إلى كتاب التاريخ وكان أحد أكثر المؤلفين التربويين قراءة على نطاق واسع في 1910 و 1920. وكثيرا ما استعار المدرسة واستخدمها كمصنع: 
 مدارسنا هي إلى حد ما مصانع حيث يتم تشكيل المنتجات الخامة (الأطفال) وتصنيعها في منتجات لتلبية متطلبات الحياة المختلفة. وتأتي مواصفات التصنيع من متطلبات حضارة القرن العشرين، ومن مهام المدرسة بناء تلاميذها حسب المواصفات الموضوعة. 
 كانت النظرية التي أبلغت قادة المدارس خلال هذه الفترة من عمل فريدريك تايلور وكان أسلوبه في إدارة الوقت يعرف باسم تايلور وأثر على جوانب متعددة من المجتمع الأمريكي، وبما في ذلك التعليم. مثال على اعتماده في المنزل هو تجارب ليليان وفرانك جيلبرث والتي تم وصف نهجها العلمي للأبوة في كتاب ابنهم أرخص من الدزينة. وفي المدارس قدتم استخدام هذا النهج الفلسفي - الذي يمكن حل أي مشكلة عن طريق تقسيمه إلى وحدات أصغر والنظر في تكاليف الوقت - بطرق متنوعة. وعلى سبيل المثال، قد جمعت مجموعة من معلمي اللغة الإنجليزية في عام 1913 الوقت الذي أمضوا فيه أوراق التقدير واستخدموا نتائجهم في مناشدة قادة المدارس لمزيد من الوقت لوضع الدرجات وتقديم التعليقات.
في حين أن المعلمين سيستخدمون تايلور (Taylorism) لمصلحتهم والدفاع عن قضيتهم، إلا أنهم عارضوا ذلك وتأثيره على عملهم. ففي عام 1903،مارغريت هالي مديري المدارس لفشلهم في التعرف على عمل المعلمين الشاق والميل نحو «التعليم المؤثر في المصنع» و «جعل المعلم آليًا، ومجرد يد من المصنع، ومن واجبه القيام بالميكانيكية وبدون شك أفكار وأوامر أولئك الملبوسين بسلطة المنصب». وقد أستخدمت هيلي الاقتباسات حول عبارة «التعليم المعتمد على التصنيع» في خطابها، ومما يشير إلى أنها تعتبره مجازًا وليس مقارنة مباشرة. وبالإضافة إلى ذلك، قد يشكك بعض المؤرخين التربويين في العصر الحديث في شعبية تايلور في المدارس ويقترحون أنه قد لا يكون منتشرًا بقدر ما يؤدي إلى الاعتقاد. وبالمثل، يجب وضع إطار «الهندسة الاجتماعية» بشكل أفضل ضمن نظرية العرق النقدي ودراسات النوع الاجتماعي والعرق والإعاقة.

على الرغم من أن عبارة «نموذج المصنع» لم تصبح جزءًا من الخطاب التعليمي حتى 1980، إلا أن ديفيد ب.تياك وهورائد في مجال التاريخ التربوي، قدم سياقًا لذلك في تاريخه في التعليم الحضري الأمريكي، أفضل نظام (1974). «تمامًا كما كان يمكن لعلماء اللاهوت في القرن الثامن عشر أن يعتبروا الله صانع ساعات بدون انتقاص، لذلك استخدم المهندسون الاجتماعيون الذين يبحثون عن أشكال تنظيمية جديدة عبارة» آلة«و» مصنع«دون استثمارها في الجمعيات السلبية التي يثيرونها اليوم.»  لاري كوبان مؤرخ تعليمي آخر، حيث ترتبط الاستعارة بعقلية معينة حول الغرض من التعليم. في أركان الجمهورية والمدارس المشتركة والمجتمع الأمريكي، 1780-1860، كارل كاسل (1983) يقدم: 
 وهكذا أصبحت المدارس في بعض النواحي مثل المصانع، ولكن ليس بالضرورة لأنها كانت تحاكي المصانع، أو إعداد الأطفال للعمل في المصانع. وبدلا من مكان العمل والمدارس وكذلك مؤسسات القرن التاسع عشر الأخرى كانوا يشاركون في نفس روح الكفاءة والتلاعب والسيطرة.(ص 90) 

## مشاكل ونقد الشروط
إذا وضعنا جانباً أن قادة المدارس في مطلع القرن العشرين استخدموا المصانع كمجاز وليس كأساس فلسفي، فهناك مشكلتان على الأقل مع المصطلحات.

### التوثيق التاريخي
قدم هوراس مان أفكاره بعد رحلته إلى بروسيا في تقرير لمجلس التعليم ماساتشوستس حيث قدم العديد من التقارير وركز تقديمه السابع على تجاربه في أوروبا  وتم تقديم التقرير في عام 1844، ولا يحتوي التقرير على أي إشارة إلى المصانع البروسية ولا يذكر مفاهيم مثل الكفاءة أو العمال المدربين أو الأطفال المطيعين في حين أن هذا وحده لا يكفي لدحض الادعاءات حول عقلية نموذج المصنع التي تفيد في تطوير المدارس الأمريكية، فإنه يتحدى ادعاءات مؤلفين مثل تايلور جاتو بأن مان كان حريصًا على تكرار نموذج تعليمي من شأنه تدريب الأطفال على العمل في المصانع.وبالمثل، لا يشير التقرير النهائي للجنة العشرة التابعة للجمعية الوطنية للتعليم إلى مهارات المصانع أو نمذجة المدارس بعد المصانع،  وهو ادعاء يوجد غالبًا في الكتب التي تدعو إلى تغيير جذري في التعليم العام الأمريكي (على سبيل المثال، كتاب حافة الوصول إلى النجاح - Most Likely to Succeed ،  بقلم توني واغنر وتيد دينترسميث).

### «نظرة» المصانع
المصانع التي كانت موجودة في وقت مان وانتشار الحركة المدرسية المشتركة لا تشبه المصانع بالطريقة التي نفكر بها اليوم، حيث ظهرت أكثر نظرة متعمقة على التناقض بين العبارة والمظهر الفعلي للمدارس والمصانع في أربعينيات القرن التاسع عشر في التاريخ المخترع لـ «نموذج مصنع التعليم» الذي أعدته (أودري واترز). وعلى الرغم من أن المؤرخين أخذوا وجهات نظر مختلفة  حول تأثير التجار والمصنعين على صعود حركة المدرسة المشتركة ولكن هناك إجماع على أن تركيز التعليم لمعظم التاريخ الأمريكي وخاصة في المراحل الابتدائية حيث كانت تتمحور حول  المعرفة العامة والمواطنة وليس المهارات المحددة المطلوبة لعمل المصنع.

## مرافق

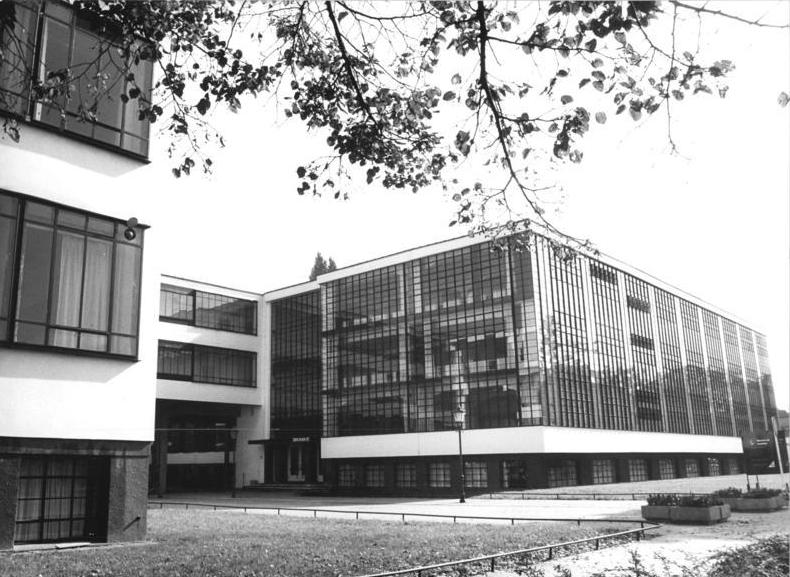
ورشة باوهاوس ديساو

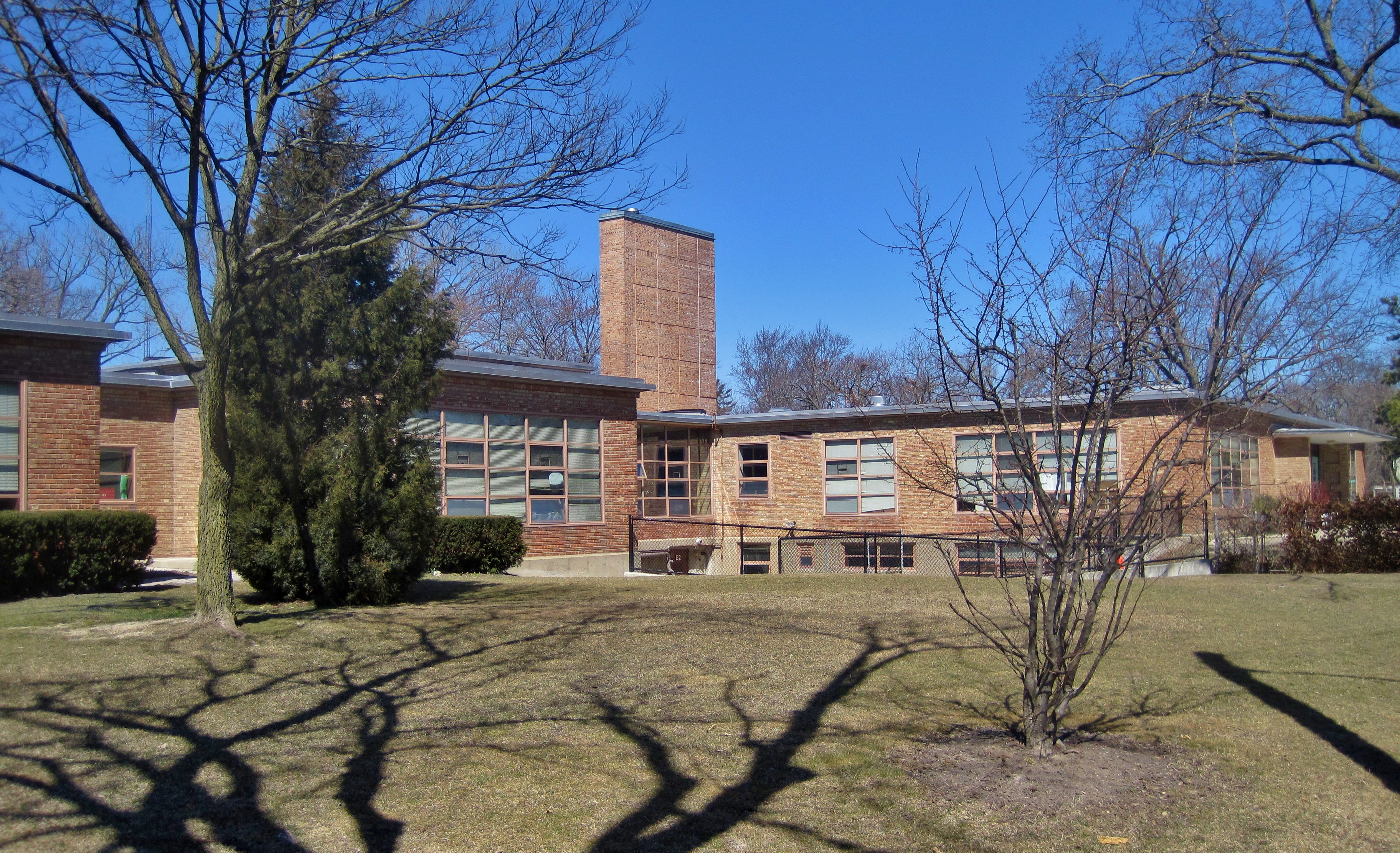
مدرسة كرو أيلاند ، شيدت عام 1940

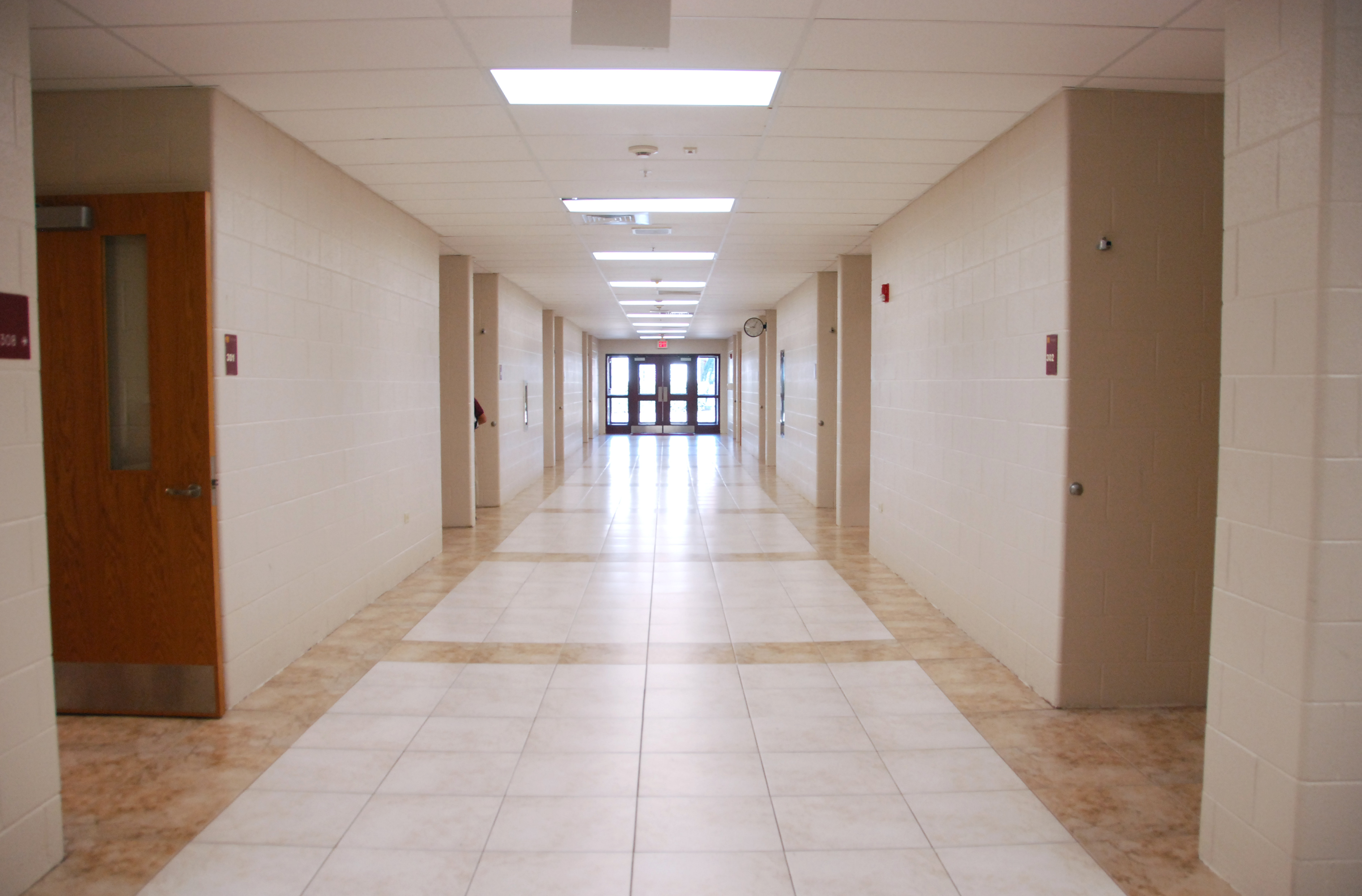
"الخلايا والأجراس": ممر مدرسي مزدوج الجدران بجدران من الكتل الخرسانية

«فصول مصنع النموذجية» هو أيضًا مصطلح يستخدمه المهندسون المعماريون لوصف نهج معين للتصميم. وعلى عكس المدرسة ذات الغرفة الواحدة التي يتواجد فيها جميع الطلاب من جميع الأعمار في نفس المكان، حيث تميل «فصول مصنع النموجذية» تميل إلى أن تكون بنفس الحجم والتكوين، 800-900 قدم مربع، أي ما يقرب من 28-35 طالبًا من نفس العمر تقريبًا. وعندما أصبحت المدارس ذات الغرفة الواحدة أكبر، مع إنشاء الفصول الدراسية على شكل سلسلة من الصناديق، وفي كثير من الأحيان قد تكون على طول ممر طويل مزدوج التحميل (مع الفصول الدراسية على كل جانب). وكما وصف المهندسون المعماريون هذا النهج في تصميم المدارس بأنه «خلايا وأجراس» وكثيراً ما يستخدم على مستوى المدرسة الثانوية بالاقتران مع المدارس النموذجية في الأقسام.
كانت الكفاءة في التصميم محددًا رئيسيًا لتصميم المدرسة في وقت مبكر من 1920s ، مع جون جوزيف دونوفان «معمارية المدرسة: المبادئ والممارسات» (1921)، داعياً إلى «اختبار المدارس بشكل تجريدي من حيث الكفاءة والكفاية». أحد الأمثلة على هذا النوع من التصميم الفعال هو باوهاوس في ديساو، ألمانيا.
هذا النموذج «أجراس وخلايا» لأنه نهج مشترك للتصميم ولكنه لم يكن عالميًا. مدرسة جزيرة كرو، التي افتتحت عام 1940 في إلينوي، قد تم تصميمه لدعم التعليم التقدمي ونموذج شخصي مع استخدام أيضًا الجماليات والأشكال التي ستصبح قريبًا جزءًا من النمط الحديث أو الدولي. حيث يقوم بعض مهندسي المدرسة بنسخ مظهر جزيرة كرو، ولكن ليس بالنهج الفلسفي.
كان دافع التصميم الأساسي للعديد من المدارس الأمريكية بعد زيادة التسجيل بسبب وصول مواليد الطفرة إلى المدرسة هو تجديد المرافق غير الآمنة أو المكتظة. وتم إزالة الفصول الدراسية المؤقتة الغير الكافية، والتي يشار إليها عادة باسم «النقالات» حيث تستوعب أكبر عدد ممكن من الأطفال. وفي بعض الأماكن قد جربت المدارس مناهج مبتكرة لتصميم المدارس، ولكن نموذج «الخلايا والأجراس» هو الأكثر شيوعًا.